# Deutsche Gesellschaft für Epidemiologie
Die Deutsche Gesellschaft für Epidemiologie e.V. (DGEpi) ist eine unabhängige wissenschaftliche Fachgesellschaft, die in Deutschland das Fach Epidemiologie in Forschung und Lehre vertritt.
Die Gesellschaft entstand 2005 aus dem Vorgänger Deutsche Arbeitsgemeinschaft für Epidemiologie (DAE). Weitere deutsche Gesellschaften mit epidemiologischem Bezug sind die GMDS, die DGSMP und die Dt. Region der int. biometrischen Ges. (IBSDR). Alle drei waren zuvor Trägerorganisationen der DAE. Die Gesellschaft ist seit 2011 Mitglied der Arbeitsgemeinschaft der Wissenschaftlichen Medizinischen Fachgesellschaften.
Seit 2009 wird im Gedenken an den deutschen Epidemiologen Stephan Weiland von der Gesellschaft der mit bis zu 1000 Euro dotierte Stephan-Weiland-Preis für Nachwuchsepidemiologen vergeben.

## Leitlinien zur Behandlung
Die Gesellschaft entwickelt zu Themen ihres Fachgebiets medizinische Leitlinien, die im Rahmen des AWMF-Leitlinienprogramms veröffentlicht werden.